# Foster (cràter)
Foster és un petit cràter d'impacte que es troba al sud-est del cràter de major grandària Joule, a cara oculta de la Lluna.
El brocal de Foster apareix lleugerament erosionat, amb una plataforma interior estreta a causa del pendent de les parets cap al centre, relativament fosc. Presenta una petita corba cap a fora al llarg del costat sud-oest. Un petit cràter marca el sòl al costat del costat nord. Un altre impacte de reduïda grandària a la part sud-est de l'interior del cràter està envoltat per una petita faldilla de material d'alt albedo, produint una taca brillant.

## Cràters satèl·lit
Per convenció, aquests elements són identificats als mapes lunars posant la lletra al costat del punt mitjà del cràter que està més prop de Foster.
|        | \| Foster \| Coordenades \| Diàmetre \| \| ------ \| -------------------------------------- \| -------- \| \| H \| 23° 12′ N, 139° 36′ O / 23.2°N,139.6°O \| 25 km \| \| L \| 21° 00′ N, 140° 30′ O / 21.0°N,140.5°O \| 32 km \| \| P \| 20° 12′ N, 143° 30′ O / 20.2°N,143.5°O \| 36 km \| \| S \| 22° 54′ N, 143° 42′ O / 22.9°N,143.7°O \| 36 km \| |          |
| Foster | Coordenades | Diàmetre |
| H      | 23° 12′ N, 139° 36′ O / 23.2°N,139.6°O | 25 km    |
| L      | 21° 00′ N, 140° 30′ O / 21.0°N,140.5°O | 32 km    |
| P      | 20° 12′ N, 143° 30′ O / 20.2°N,143.5°O | 36 km    |
| S      | 22° 54′ N, 143° 42′ O / 22.9°N,143.7°O | 36 km    |